# Cleveland Open 2023
Il Cleveland Open 2023 è stato un torneo maschile di tennis giocato sul cemento indoor. È stata la 5ª edizione del torneo, facente parte della categoria Challenger 75 nell'ambito dell'ATP Challenger Tour 2023. Si è giocato al Cleveland Racquet Club di Cleveland, negli Stati Uniti, dal 30 gennaio al 5 febbraio 2023.

## Partecipanti

### Teste di serie
| Nazionalità | Giocatore            | Ranking* | Testa di serie |
| ----------- | -------------------- | -------- | -------------- |
| Ecuador     | Emilio Gómez         | 101      | 1              |
| Cina        | Wu Yibing            | 114      | 2              |
| Stati Uniti | Steve Johnson        | 119      | 3              |
| Stati Uniti | Jack Sock            | 129      | 4              |
| Stati Uniti | Aleksandar Kovacevic | 163      | 5              |
| Stati Uniti | Stefan Kozlov        | 199      | 6              |
| Stati Uniti | Brandon Holt         | 215      | 7              |
| Canada      | Gabriel Diallo       | 223      | 8              |

* Ranking al 16 gennaio 2023.

### Altri partecipanti
I seguenti giocatori hanno ricevuto una wild card per il tabellone principale:
- Stefan Kozlov
- Alex Michelsen
- Jack Pinnington Jones

Il seguente giocatore è entrato in tabellone come alternate:
- Patrick Kypson

I seguenti giocatori sono passati dalle qualificazioni:
- Alfredo Perez
- Toby Kodat
- Ryan Harrison
- Aidan Mayo
- Jaimee Floyd Angele
- Matija Pecotic

## Punti e montepremi
| Torneo    | Torneo              | V      | F     | SF    | QF    | 2T    | 1T  | Q | Q2  | Q1  |
| Singolare | Punti               | 75     | 50    | 30    | 16    | 7     | 0   | 4 | 2   | 0   |
| Singolare | Premi in denaro ($) | 10 840 | 6 355 | 3 780 | 2 200 | 1 300 | 780 | – | 390 | 200 |
| Doppio    | Punti               | 75     | 50    | 30    | 16    | –     | 0   | – | –   | –   |
| Doppio    | Premi in denaro ($) | 4 645  | 2 700 | 1 630 | 965   | –     | 545 | – | –   | –   |

## Campioni

### Singolare
Aleksandar Kovacevic ha sconfitto in finale  Wu Yibing con il punteggio di 3–6, 7–5, 7–6(2).

### Doppio
Robert Galloway /  Hans Hach Verdugo hanno sconfitto in finale  Ruben Gonzales /  Reese Stalder con il punteggio di 3–6, 7–5, [10–6].